# Portret van een oude man en een jongen
Het Portret van een oude man en een jongen (Frans: Portrait d'un vieillard et d'un jeune garçon) is een schilderij van Domenico Ghirlandaio uit ongeveer 1490. Het is een van zijn bekendste werken. Sinds 1880 maakt het deel uit van de collectie van het Louvre in Parijs, waar het te zien is in de Grande Galerie.

## Herkomst
De herkomst van het schilderij is onzeker tot 1880, toen het via de Florentijnse kunsthandelaar Bardini in het Louvre terechtkwam. Dit gebeurde pas nadat het door het Kaiser Friedrich Museum in Berlijn was afgewezen uit bezorgdheid over de slechte toestand van het werk. Verschillende commentatoren meldden aan het einde van de negentiende eeuw dat het schilderij was beschadigd doordat het te veel was gereinigd en dat er ontsierende krassen op het gezicht van de man zaten. In 1996 werden de krassen en de verkleurde plekken verwijderd en werd het werk schoongemaakt en geretoucheerd.

## Voorstelling
Op het schilderij is een oudere man in een rood gewaad te zien die een jong kind omhelst dat ook in het rood gekleed is. Ze bevinden zich in een ruimte met donkere wanden. Rechts achter hen is een raam waardoor een landschap te zien is met bergen en kronkelige wegen, typerend voor Ghirlandaio. Hoewel de kleding van de man en de jongen duiden op een voorname afkomst en ondanks dat vaak aangenomen wordt dat een grootvader en zijn kleinzoon afgebeeld zijn, is hun identiteit onbekend. Mogelijk was het schilderij bedoeld als een allegorische weergave van twee levensfasen, de kindertijd en de ouderdom. Het effect van het schilderij op de toeschouwer wordt met name bepaald door het contrast tussen het verweerde en wijze gezicht van de man en het delicate profiel van het kind. De compositie van een portret in een interieur met een landschap in de verte is thematisch verbonden met portretten uit de Nederlanden en kwam vanaf het midden van de vijftiende eeuw veel voor in Italië. 
Een bijzonder kenmerk van het schilderij is de misvorming van de neus van de man, een aandoening die bekendstaat als rhinophyma. Ghirlandaio heeft de man op een naturalistische en sympathieke manier weergegevn, in strijd met de fysionomische theorie van die tijd, die een verband legde tussen uiterlijk en karakter. Het schilderij toont een moment van intimiteit tussen een oude man en een kind, onderstreept door de plaatsing van de hand van het kind op de borst van de man en de zachte uitdrukking van de man. Deze blijk van genegenheid geeft het schilderij een emotionele lading die verder gaat dan gebruikelijk bij een dynastiek portret. In de woorden van kunsthistoricus Bernard Berenson: "er in de hele schilderkunst van de quattrocento, zowel binnen als buiten Italië, geen menselijker schilderij te vinden."
Ghirlandaio heeft ook een tekening gemaakt van de man, die ooit eigendom van Giorgio Vasari was. Deze tekening kan gemaakt zijn terwijl de man sliep, of na zijn dood, als een grafisch dodenmasker. 

## Afbeeldingen

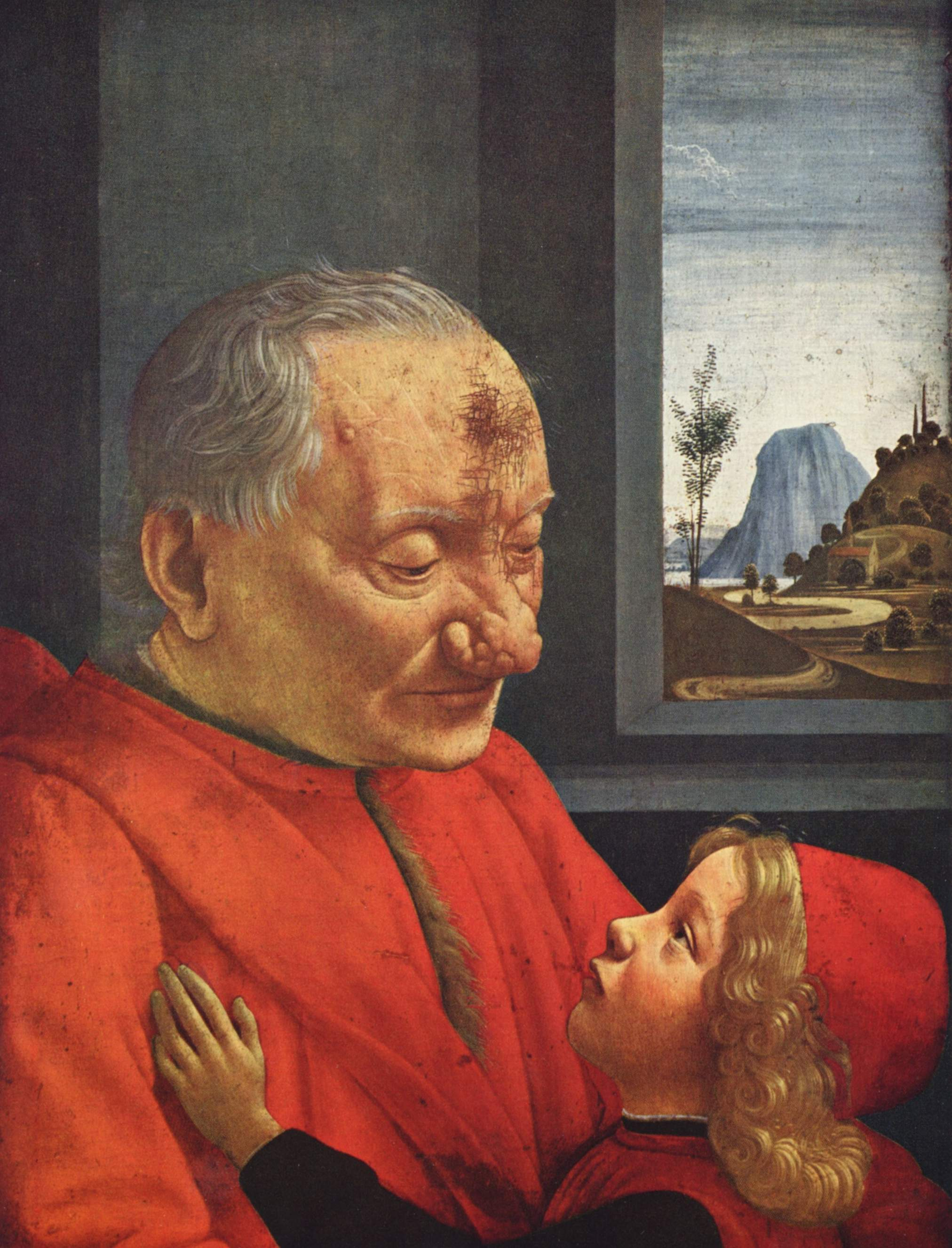
Het schilderij voor de restauratie
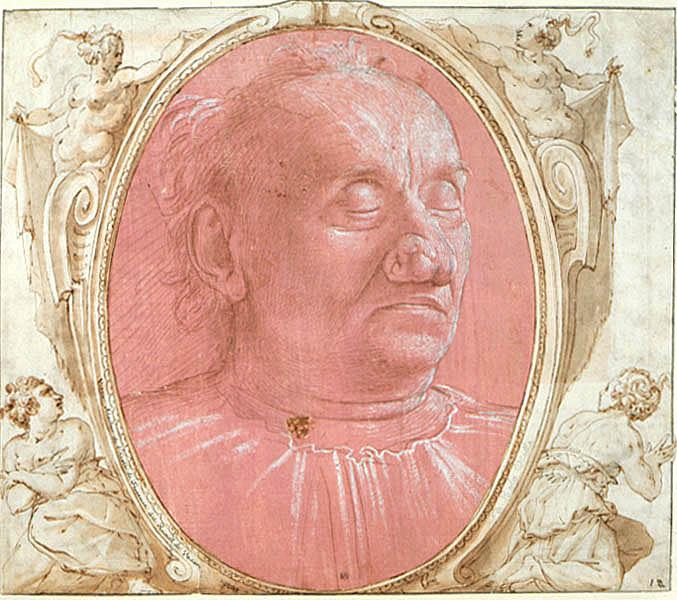
Tekening van de man op het portret